# Canora
Canora is een plaats (town) in de Canadese provincie Saskatchewan en telt 2013 inwoners (2006).